# Agasziasz
Agasziasz, két epheszoszi görög szobrász is ismert ezen a néven.
- Az egyik Agasziasz  Doszitheosz fia volt, és Kr. e. 100 körül élt és működött. Ő volt az alkotója a párizsi Louvre-ban őrzött, ún. Borghese-vívó című szobornak, amely talán egy lovas ellen küzdő harcost ábrázol, eredetileg bal kezében pajzsot, jobbjában kardot tartott.
- A másik Agasziasz Ménophilosz fia volt, és a Kr. e. 1. században alkotott. Sok római megrendelő (például Caius Billienus, Pompeius Rufus) számára dolgozott. Szobrai nem maradtak fenn, csak szobor talapzatokon lévő szignatúrái segítségével azonosították. Újabban feltételezik, hogy a Délosz szigetén talált sebesült harcost ábrázoló szobornak (az athéni Nemzeti Múzeumban található) ő az alkotója.

### Bibliográfia
- Charles Othon Frédéric Jean-Baptiste de Clarac, Artistes de l'antiquité, ou, Table alphabétique contenant, jusqu'au VIe de notre ère, tous les statuaires, les sculpteurs, les peintres, les architectes, les fondeurs, les graveurs en pierres fines que nous ont transmis les auteurs anciens et les monumens, imprimerie de Jean-Matthieu Douladoure, Toulouse, 1829, 12-13., 47-48. oldal (Digitalisat)
- Karl Otfried Müller, Nouveau manuel complet d'archéologie ou traité sur les antiquités grecques, étrusques, romaines, égyptiennes, indiennes, etc., Librairie encyclopédique de Roret, Paris, 1841, 1. kötet, 204-205. oldal (Digitalisat)
- Charles Picard, Le sculpteur Agasias d'Éphèse à Délos, dans Bulletin de Correspondance Hellénique (BCH), 1910, 34. sz., 538-548. oldal (Digitalisat)